# Rue des Renforts
La rue des Renforts (en occitan : carrièra dels Renfòrts) est une voie de Toulouse, chef-lieu de la région Occitanie, dans le Midi de la France.

## Situation et accès

### Description
La rue des Renforts est une voie publique. Elle se situe au sud du quartier des Carmes, dans le secteur 1 - Centre. Longue de 143 mètres, large de 5 à 9 mètres, elle naît de la rue du Moulin-du-Château, à laquelle elle est reliée par un escalier. Elle se termine sur la place du Parlement.
La chaussée compte une seule voie de circulation automobile à double sens. Elle appartient à une zone de rencontre et la vitesse y est limitée à 20 km/h. Il n'existe ni bande, ni piste cyclable.

### Voies rencontrées
La rue des Renforts rencontre les voies suivantes, dans l'ordre des numéros croissants :
1. Rue du Moulin-du-Château
2. Place du Parlement

### Transports
La rue des Renforts n'est pas directement desservie par le réseau de transports en commun. Elle se trouve cependant à proximité immédiate des allées Paul-Feuga et Jules-Guesde, où se trouve le terminus des lignes de tramway  , et les arrêts de la ligne de bus 66, ainsi que de la place Auguste-Lafourcade, où se trouve également la station de métro Palais-de-Justice, sur la ligne de métro  et les arrêts de la ligne du Linéo L4. On trouve également, le long de l'avenue Maurice-Hauriou, les arrêts de la ligne de bus 44. Enfin, au nord, la place du Salin est traversée par la navette Ville.
Les stations de vélos en libre-service VélôToulouse les plus proches sont les stations no 48 (18 place du Salin), no 50 (1 bis allées Jules-Guesde), no 68 (1 bis allées Jules-Guesde) et no 69 (1 avenue Maurice-Hauriou).

## Odonymie

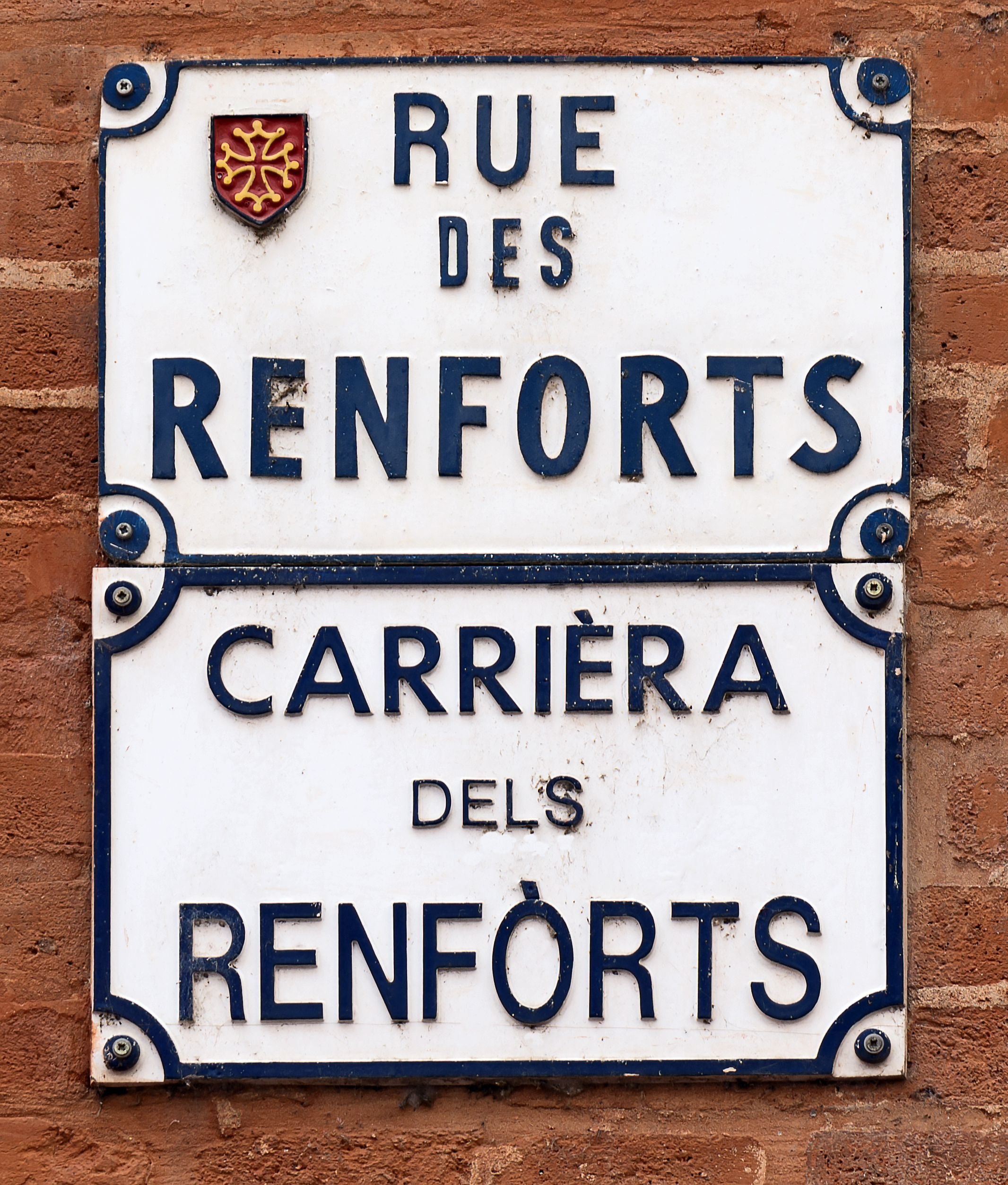
Plaques de rue en français et en occitan.

La rue tire son nom des « renforts », c'est-à-dire les bastions construits contre le rempart de Toulouse afin d'en protéger l'entrée sud, la Porte narbonnaise. La porte médiévale était ainsi défendue par une barbacane construite en avant (actuels no 1-2 place du Parlement) et, plus à l'ouest, près de la Garonne, le bastion du Moulin, construit entre 1527 et 1544 (actuel carrefour de l'avenue Maurice-Hauriou et de la rue du Moulin-du-Château).
Au Moyen Âge, et jusqu'au XIVe siècle, la rue des Renforts n'existait pas : elle était un simple fossé, devant la vieille muraille romaine. Les premières mentions de la rue n'apparaissent que dans la deuxième moitié du XVe siècle, après la construction d'un nouveau rempart, plus en avant. Elle était alors désignée comme la rue Nègre. Cette appellation alterne avec des désignations diverses qui se rapportent au Château narbonnais, au moulin du Château ou à la tour de Thanus, tout proches. Au début du XVIIIe siècle, elle devint la rue Saint-Jacques – ou parfois Saint-Jacques-des-Moulins, pour la distinguer d'une autre rue Saint-Jacques –, probablement à cause d'une statuette de ce saint, dans une niche à l'entrée de la rue. Ce n'est que vers 1770 que la rue prit le nom de rue des Renforts. En 1794, pendant la Révolution française, elle porta quelque temps le nom de rue Haute-Garonne, du département créé en 1790 et dont Toulouse était devenue le chef-lieu,.

## Histoire

### Moyen Âge et période moderne
Jusqu'au XIVe siècle, la rue des Renforts n'existe pas : au pied de la vieille muraille romaine, à l'ouest de la Porte narbonnaise, son tracé actuel correspond à un fossé, probablement rempli d'eau. Au cours du XIIe siècle, le système défensif de la Porte narbonnaise évolue cependant : la porte ayant été intégrée au château comtal, puis royal - le Château narbonnais -, une nouvelle porte, la Porte du château, est percée plus à l'ouest dans la muraille romaine. De nouveaux ouvrages défensifs sont alors élevés en avant de la Porte du château : une barbacane, désignée comme la barbacane du Château, construite probablement au début du XIIIe siècle, puis un bastion, appelé bastion des Moulins, entre 1527 et 1544, tandis qu'un nouveau rempart est construit plus en avant. Dans ce contexte, la rue des Renforts est ouverte comme une simple ruelle qui permet de circuler dans le nouveau quartier qui se crée entre le nouveau rempart médiéval et moderne, au sud, et l'ancien rempart antique, au nord.
Au XVe siècle, de nouvelles maisons sont construites du côté nord de la rue, en prenant appui sur l'ancien rempart. À cette époque, la plupart d'entre elles (actuels no 1 à 7) appartiennent alors à la famille Vézian, importante famille capitulaire. La rue conserve cependant longtemps un caractère rural, car il n'y a que des jardins du côté sud, et même du côté nord, comme celui qui appartient à la maison de l'Inquisition (actuel no 9). Sous ces terrains qui appartiennent à l'Inquisition se trouvent d'ailleurs des cellules pour les prisonniers. Progressivement, la rue est de plus en plus peuplée et des maisons sont construites du côté sud que dans la deuxième moitié du XVIIe siècle. Elle est alors un lieu de passage fréquenté car elle relie la Porte du château et la rue de l'Inquisition (actuelle place du Parlement), aux rives de la Garonne et à la rue du Château (actuelle rue du Moulin-du-Château), qui longe les importants moulins du Château narbonnais. Les habitants de la rue sont cependant, majoritairement, des hommes de loi et des parlementaires, qui trouvent dans cette rue la proximité du parlement de la ville. On trouve ainsi la famille Lacaze, seigneurs de Villèle, propriétaire dans cette rue. En 1793, Raymond Nonnat de Lacaze, conseiller au parlement, est arrêté et enfermé à la prison de la Visitation (emplacement de l'actuel no 41 rue Charles-de-Rémusat) : conduit à Paris pour y être jugé, ses biens sont confisqués et il est guillotiné le 14 juin 1794.

### Époque contemporaine
Au cours du XIXe siècle, la rue bénéficie de travaux de réalignement des façades, dans le prolongement de ceux qui ont été entrepris en 1852 pour aménager la place intérieure Saint-Michel (actuelle place du Parlement).

## Patrimoine et lieux d'intérêt
- no  7 : hôtel de Bruée. 
L'hôtel est un édifice en briques datant du XVIe siècle mais plusieurs fois remanié aux XVIIe et XVIIIe siècles. L'édifice, qui s'élève sur deux étages, est traversant et donne sur l'impasse de la Hache. Il est constitué d'un corps central, couvert d'un toit à deux pans, et de deux corps de bâtiment latéraux, couverts de toits à un pan, organisés autour d'une cour centrale. Sur la rue des Renforts, l'édifice est fermé par un mur de clôture dans lequel est percée une porte cochère en plein cintre. Elle est surmontée d'un blason sur lequel est représenté un arbre surmonté de deux étoiles. Les fenêtres sont rectangulaires, sans doute reprises aux siècles suivants[8].

- no  9 : immeuble. 
L'immeuble, construit au XIXe siècle, conserve d'anciennes cellules de l'Inquisition[9].

- no  14 : immeuble. 
L'immeuble a été élevé dans la deuxième moitié du XIXe siècle, à l'emplacement de la Porte du Château, construite dans le prolongement de la rue de l'Inquisition (actuelle partie ouest de la place du Parlement). Elle était protégée par une barbacane (emplacement des actuels no 1 et 2 place du Parlement et no 13 avenue Maurice-Hauriou)[10].

- no  15 : immeuble. 

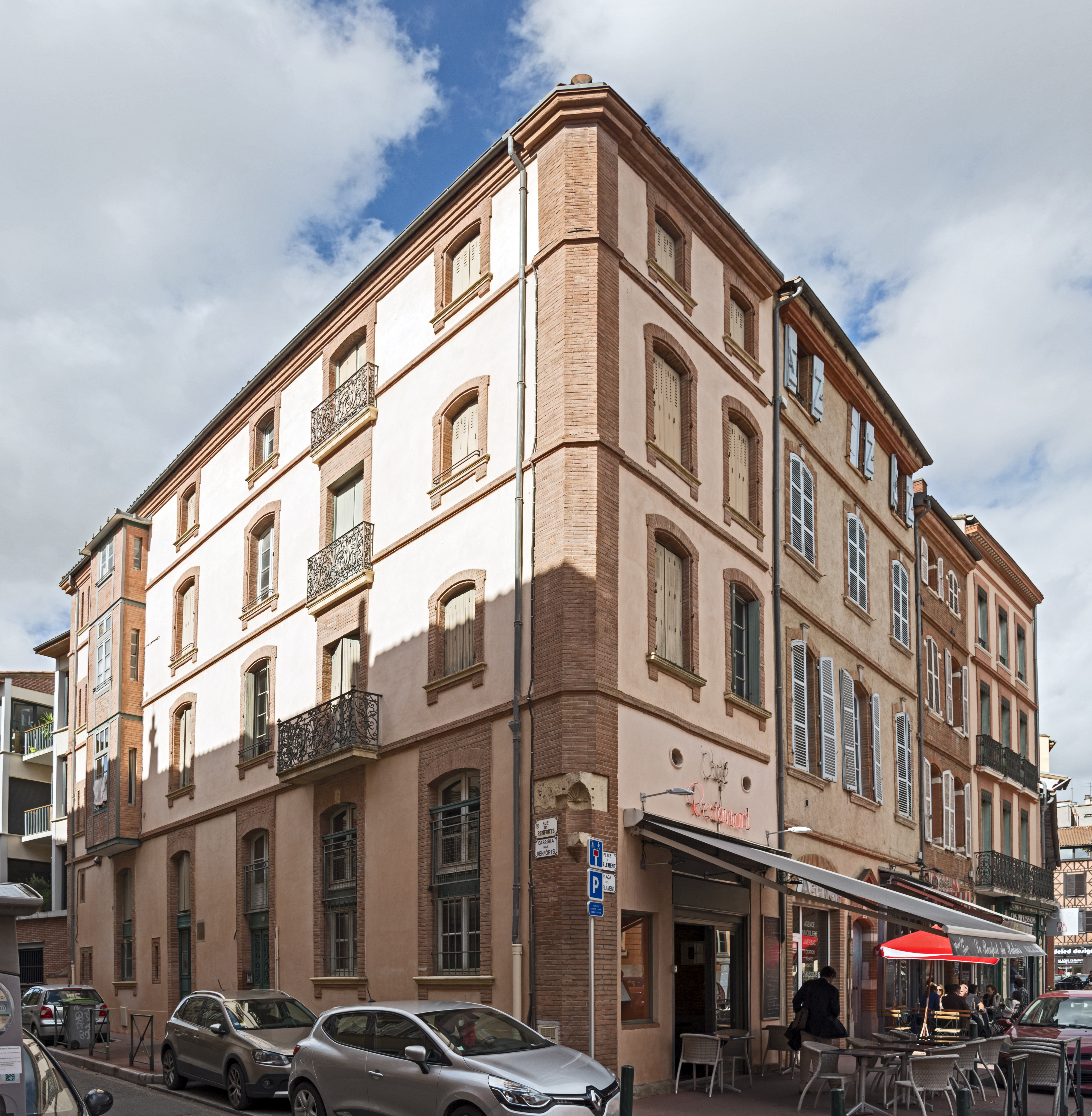
no 15 : la façade sur la rue des Renforts et la place du Parlement.

L'immeuble, construit au XVIIIe siècle, abrite une niche gothique en forme de coquillage, ayant probablement abritée une statuette de l'apôtre Jacques. Elle se trouvait autrefois dans une maison voisine, détruite lors de l'élargissement de la rue des Renforts au début du XXe siècle et replacée, après construction d'une nouvelle façade sur la rue des Renforts, sur l'immeuble actuel. De la même façon, une pierre portant le monogramme du Christ est replacée au-dessus d'une fenêtre[11].